# سیارک ۱۲۰۲۷
سیارک ۱۲۰۲۷ (به انگلیسی: 12027 Masaakitanaka، نامگذاری:1997AB5) دوازده هزار و بیست و هفتمین سیارک کشف شده‌است که در ۳ ژانویه ۱۹۹۷ کشف شد.
قدر مطلق سیارک برابر ۱۶.۲ است.